# Гецов, Валентин
Валентин Гецов (болг. Валентин Дочев Гецов; род. 14 марта 1967, Русе) — болгарский борец вольного стиля, призёр чемпионатов Европы, мира и летних Олимпийских игр 1992 года в Барселоне.

## Карьера
Выступал в лёгкой весовой категории (до 68 кг). Бронзовый призёр чемпионата Европы 1992 года в Капошваре.  Бронзовый призёр чемпионата мира 1991 года в Варне.
На летних Олимпийских играх 1992 года в Барселоне Гецов победил иранца Али Акбарнежада, проиграл канадцу Крису Уилсону, победил француза Жерара Сарторо, южнокорейца Ко Янг Хо и стал победителем своей подгруппы. В финальной схватке болгарин уступил выступающему за объединённую команду Арсену Фадзаеву и стал обладателем серебряной медали.